# Polomí
Polomí je malá obec v okrese Prostějov v Olomouckém kraji. Žije zde 143 obyvatel.

## Poloha
Obec Polomí leží v Olomouckém kraji v okrese Prostějov asi 22 km západně od Olomouce na pomezí Drahanské vrchoviny a oblasti Hané. Nejvyšším bodem katastru je kóta Na Skalách s výškou 564 m n. m. Zástavba je souvislá a protáhlá podél svažitého údolí kolmo k hlavní silnici procházející obcí. Náves obestupují z obou stran původní přízemní stavení s půdním polopatrem, povětšinou nově upraveným k bydlení nebo nahrazeným plným poschodím. Obdobná zástavba pokračuje i podél průběžné komunikace protínající údolí. Na dolním konci obce se vyskytují chatové objekty se zahradami. Severně od souvislé zástavby leží jedna samota.

## Vodstvo

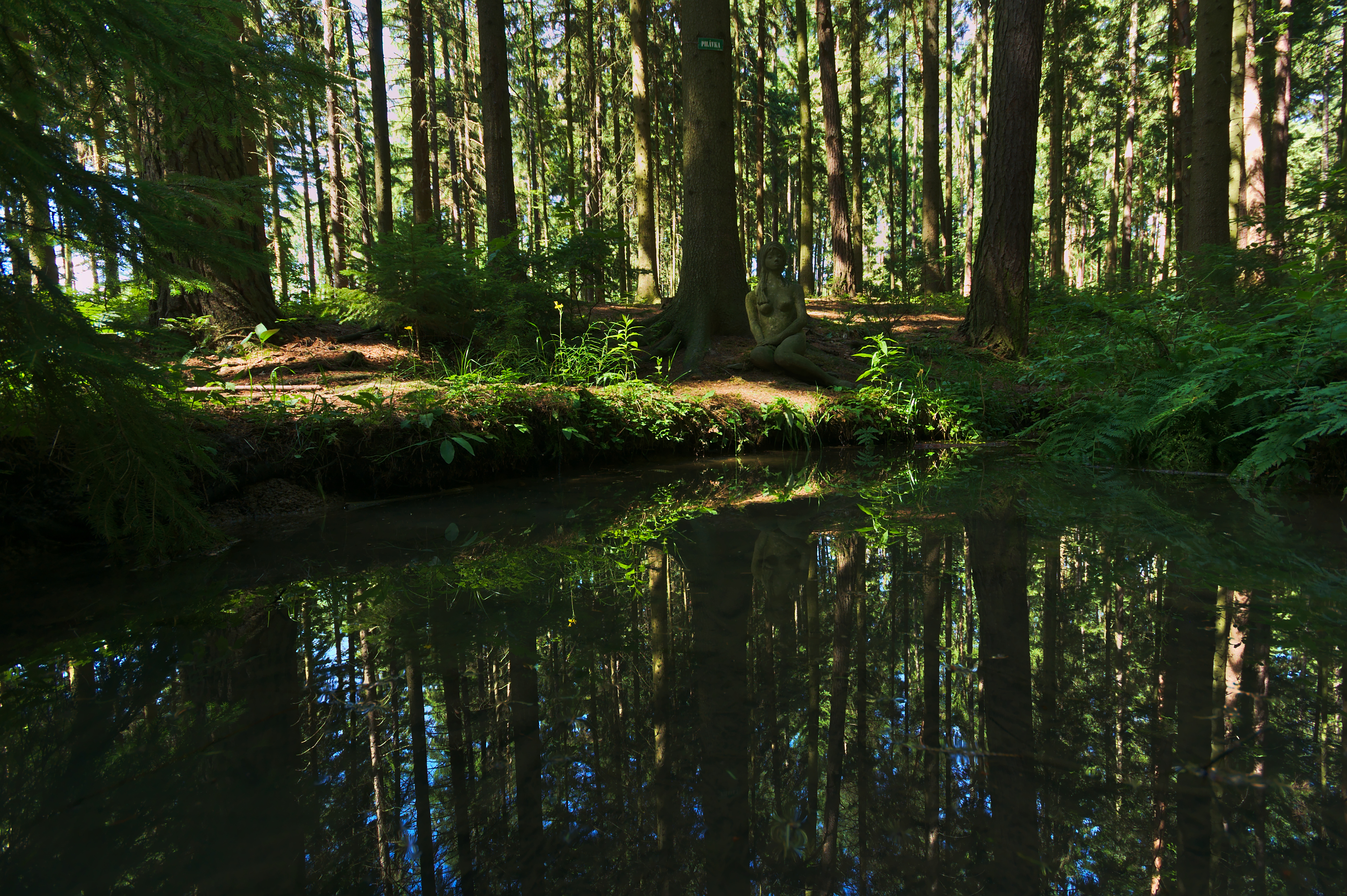
Pramen Pilávky v lese se sochou vodní víly

Potok protékající obcí je zatrubněn, na povrch vystupuje až na konci zástavby. V údolí podél východní hranice katastru teče řeka Šumice, která napájí soustavu šesti Bohuslavických rybníků. Severně od vesnice pramení občasný tok protékající kolem hřiště. Vedle hasičské zbrojnice je malá vodní nádrž. V západní části katastru při hranici s obcí Hačky se nachází pramen říčky Pilávky (pravostranný přítok Šumice), u něhož se nachází kamenná socha stejnojmenné víly, k níž se váže jedna z místních pověstí. V lese Březina pak lze nalézt i další menší vodní plochy. Jedno z takových míst je nazýváno U Dvou studánek.

## Historie
Název vesnice je pravděpodobně odvozen od lesních polomů, které byly v okolních lesích velmi časté. Jméno bylo od počátku české, v německých dokladech z 19. století je obec nazývána Pollom či Polom. První písemná zmínka o obci je na listině z 20. května roku 1301, kde se hovoří o výměně majetků mezi olomouckým dominikánským klášterem a Miličem z Citova. V tomto dokumentu je poprvé zmíněn olomoucký sudí Kadolt z Polomí z rodu pánů ze Švábenic. Polomí bylo nejspíš jedním z jeho sídel, a je tedy pravděpodobné, že ke vsi náležela menší tvrz či opevněný dvorec. Švábenictí drželi obec do roku 1349, kdy připadla kvůli dluhům benediktinskému klášteru v Zábřehu. Od té doby se majitelé panství často střídali. V roce 1480 koupili obec majitelé krakoveckého panství. V září roku 1768 koupil řadu panství včetně Krakovce hrabě Taroucca, vévoda z Turnhoutu, jehož rod držel Polomí až do poloviny 20. století. Na počátku minulého století bylo Polomí klidnou vesnicí, jejíž obyvatelé se živili povětšinou zemědělstvím. Život zde byl narušen všeobecnou mobilizací vyhlášenou 28. července 1914, při níž narukovalo celkem 48 zdejších mužů, přičemž 8 z nich padlo v boji. O životě obce ve 20. století existuje již větší množství informací. Zmínit lze stavbu silnice mezi Bohuslavicemi a Lukou v roce 1921, elektrizaci obce v roce 1938, zatčení tří osob gestapem během druhé světové války, sloučení obce s Bohuslavicemi a Hačkami v roce 1960 a následné osamostatnění.

## Obyvatelstvo

### Struktura
Vývoj počtu obyvatel za celou obec i za jeho jednotlivé části uvádí tabulka níže, ve které se zobrazuje i příslušnost jednotlivých částí k obci či následné odtržení.
| Místní části   | Místní části | 1869 | 1880 | 1890 | 1900 | 1910 | 1921 | 1930 | 1950 | 1961 | 1970 | 1980 | 1991 | 2001 | 2011 |
| -------------- | ------------ | ---- | ---- | ---- | ---- | ---- | ---- | ---- | ---- | ---- | ---- | ---- | ---- | ---- | ---- |
| Počet obyvatel | část Polomí  | 299  | 289  | 284  | 298  | 297  | 309  | 318  | 229  | 244  | 208  | 178  | 156  | 152  | 142  |
| Počet domů     | část Polomí  | 41   | 45   | 51   | 51   | 53   | 53   | 55   | 60   | 56   | 53   | 53   | 56   | 54   | 63   |

## Významné osobnosti

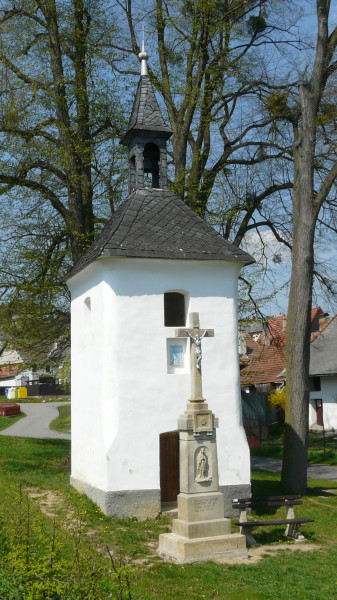
Zvonice a kříž na návsi

- František Jedlička (1877–1966), kněz
- Josef Mánes (1820–1871), malíř; údajně několikrát pobýval v Polomí

## Obecní symboly
Na obecní pečeti z roku 1789 je nápis PEC OBECNI DIEDINY POLOMIE, uprostřed pečetního pole vztyčená radlice doprovázená dvěma malými květy. Od roku 2012 má obec nové obecní symboly, které vytvořil heraldik Lubomír Kaprál. Jako základ návrhu obecního znaku využil autor figury ze staré obecní pečeti, tedy radlici provázenou dvěma květy. Zlomený smrk odkazuje na název obce. Zelená barva symbolizuje okolní zalesněnou krajinu. V obecním znaku je na zeleném štítě pod stříbrným doprava zlomeným smrkem zlatá vztyčená radlice doprovázená dvěma stříbrnými květy lnu se zlatými semeníky. Vlajku pak tvoří tři svislé pruhy, z nichž žerďový a vlající pruh je bílý, střední svislý pruh je zelený s bílým k žerdi zlomeným smrkem, pod nímž je žlutá vztyčená radlice.

## Památky
Nejvýznamnější památkou je historická zvonice sv. Martina uprostřed obce z roku 1807, která prošla rekonstrukcí a dodneška třikrát denně zvoní. Za zmínku stojí také boží muka u křižovatky a poblíž nedávno zbudovaný pomník obětem světové války. Mezi další památky pak lze zařadit kamenný kříž před zvonicí z roku 1922, pískovcový kříž u silnice z roku 1939 a obrázek Matky Boží u cesty k hájence. Některé další památky, jako je boží muka Na Hradisku či historická stodola, se bohužel nedochovaly.

## Obyvatelstvo
V obci žije 143 obyvatel. Převažující vírou je římskokatolická církev, nejbližší kostel je chrám sv. Bartoloměje v Bohuslavicích.

## Zemědělství

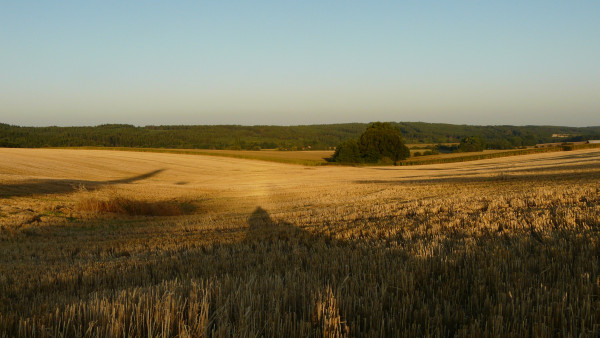
Obilné pole pod obcí

Podstatná část půdy v katastru obce je využita k pěstování zemědělských plodin, ať už jde o pěstování pícnin, obilovin (pšenice, oves, kukuřice) či olejnin (řepka olejka). Nejbližší zemědělské družstvo je v sousedních Bohuslavicích. Asi 1/3 plochy katastru je zalesněná převážně jehličnatými a smíšenými lesy. V lese Březina nad obcí je kromě běžných jehličnanů poměrně rozšířená i jedle bělokorá.

## Průmysl
Nejbližší průmyslovou výrobnou je společnost Remarkplast s.r.o s pobočkami v Bohuslavicích a Luké zabývající se compaudací a regranulací termoplastů. V Polomí je zastoupen jen lehký dřevozpracující průmysl. Zaměstnání místním obyvatelům zajišťovaly také firmy soustředěné do větších průmyslových center (Konice, Lutín, Prostějov, Olomouc).

## Doprava
Obcí prochází silnice III. třídy mezi Bohuslavicemi a Lukou. Směrem na Bohuslavice se nachází malá čerpací stanice. V Polomí je pouze jedna autobusová zastávka obsluhovaná autobusy společností Veolia Transport Morava a.s. (směr Konice) a FTL - First Transport Lines, a.s. (směr Prostějov). Vedlejší obec Bohuslavice má přímé autobusové spojení s Olomoucí. Většina spojů jezdí jen v průběhu pracovního týdne. Nejbližší železniční stanice je Konice s časovou dostupností automobilem 12 minut od obce, z druhé strany pak zastávka Náměšť na Hané s dostupností 14 minut od obce. Obyvatelé mohou využívat plynofikaci i veřejný vodovod.

## Záchranné služby

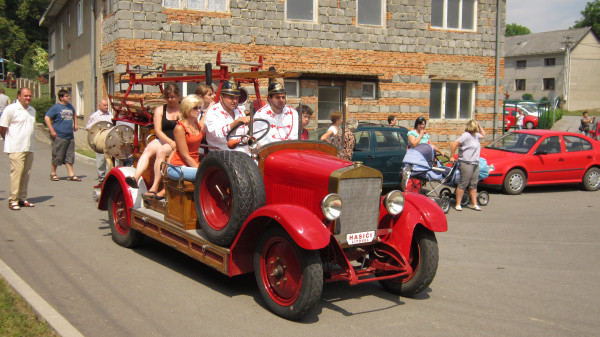
Sbor dobrovolných hasičů

V obci působí sbor dobrovolných hasičů založený v roce 1902, který mimo hasičské činnosti také zajišťuje svoz železného odpadu, pořádá hasičské plesy, asistuje při odpalování tradičního silvestrovského ohňostroje a organizuje další aktivity spojené s životem v obci. Nejbližší stanice státní policie, rychlé záchranné služby a profesionálních hasičů jsou v Konici.

## Školství
Většina dětí z obce dochází do základní školy v Bohuslavicích, druhá nejbližší škola je ZŠ Luká, mateřská škola je v Rakové u Konice.

## Kultura

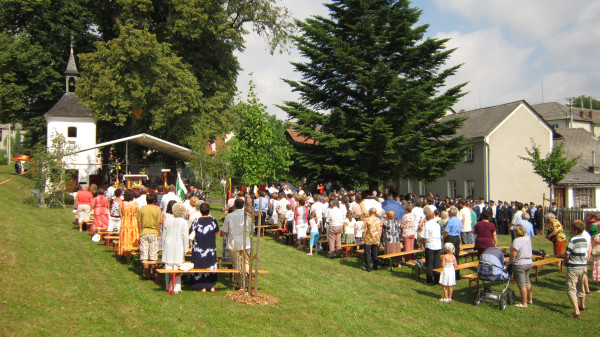
Sjezd rodáků v Polomí

V obci se pořádá celá řada menších kulturních akcí. Ať už jde o slavnosti církevní, tedy pouť a hody, nebo o další zvyklosti, jako je například kácení máje s doprovodným scénickým vystoupením. V hostinci Na Hřišti se pak pořádají taneční zábavy s vystoupením místních skupin, oslavy MDŽ a maškarní karnevaly. V obci funguje místní lidová knihovna.

## Sport
Na hřišti se pořádají utkání jednotlivých obecních družstev v malé kopané a hasičském sportu. Již tradicí se také staly každoroční soutěže, jako je Polomiáda (soutěživá hra pro děti) či Polomská stopa (závod v běžeckém lyžování). Každým rokem se koná dětský tábor s jízdou na koních.

## Turistika
Katastrem obce neprochází žádná turistická značka ani cyklostezka.

## Galerie

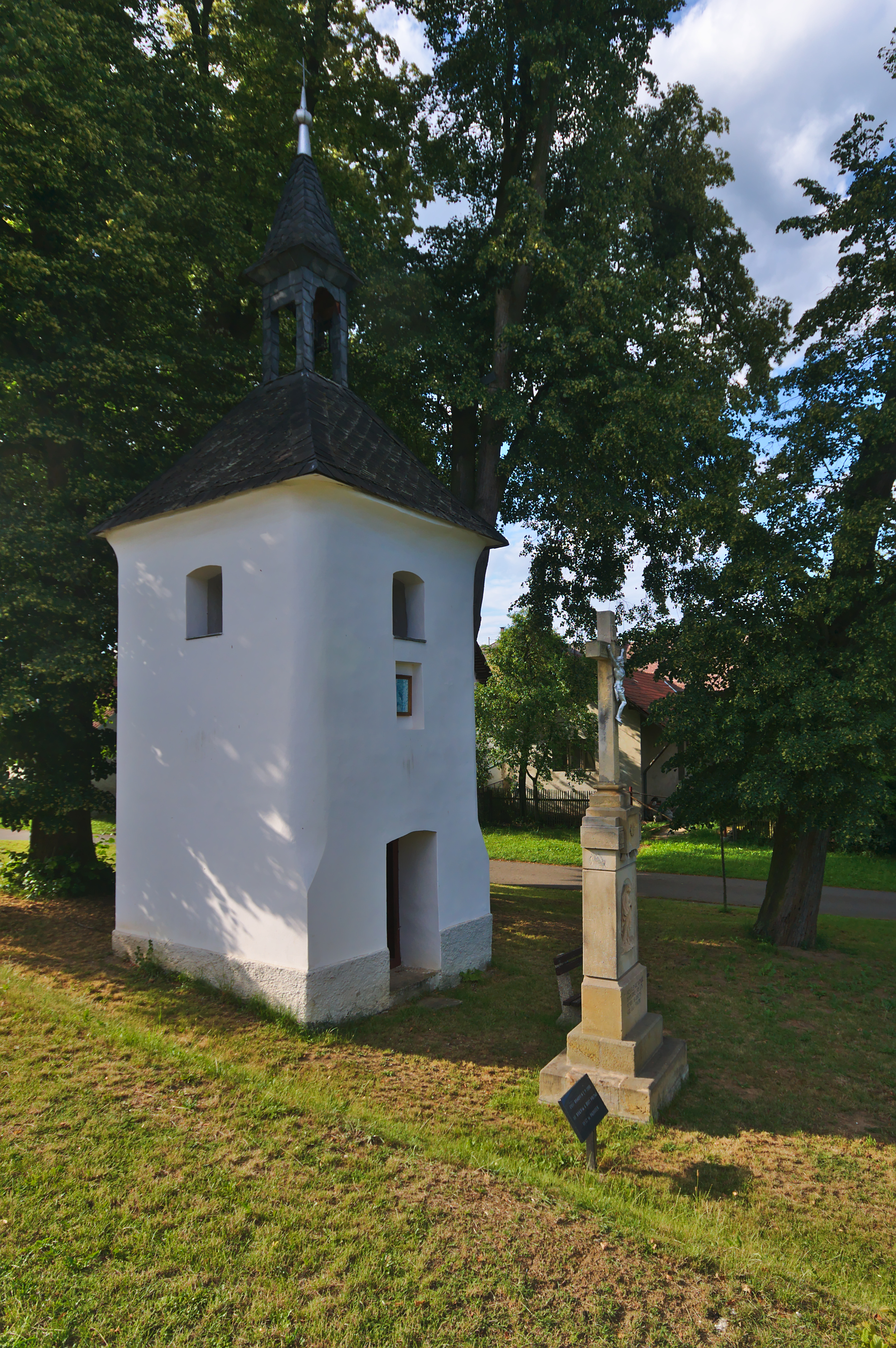
Zvonice a kříž
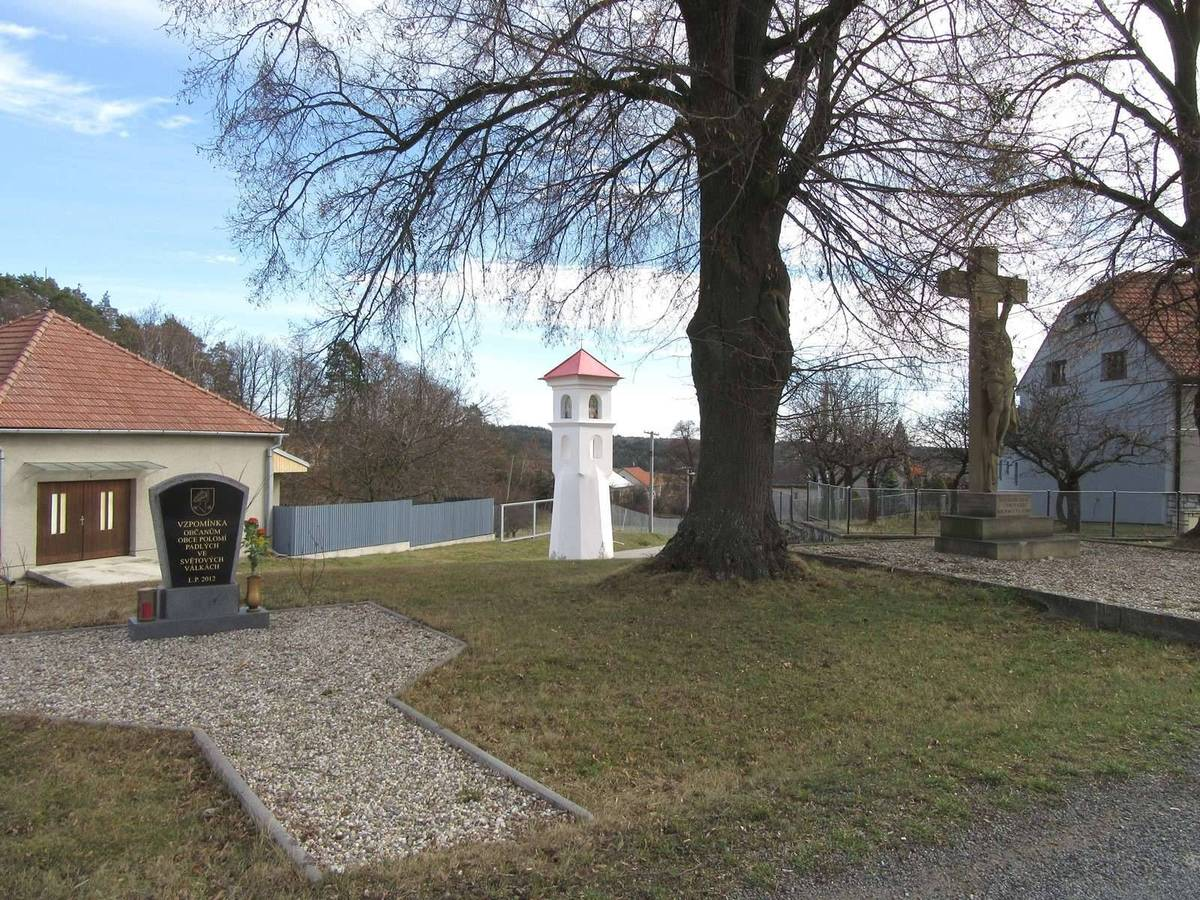
Památník obětem světových válek, boží muka a kříž
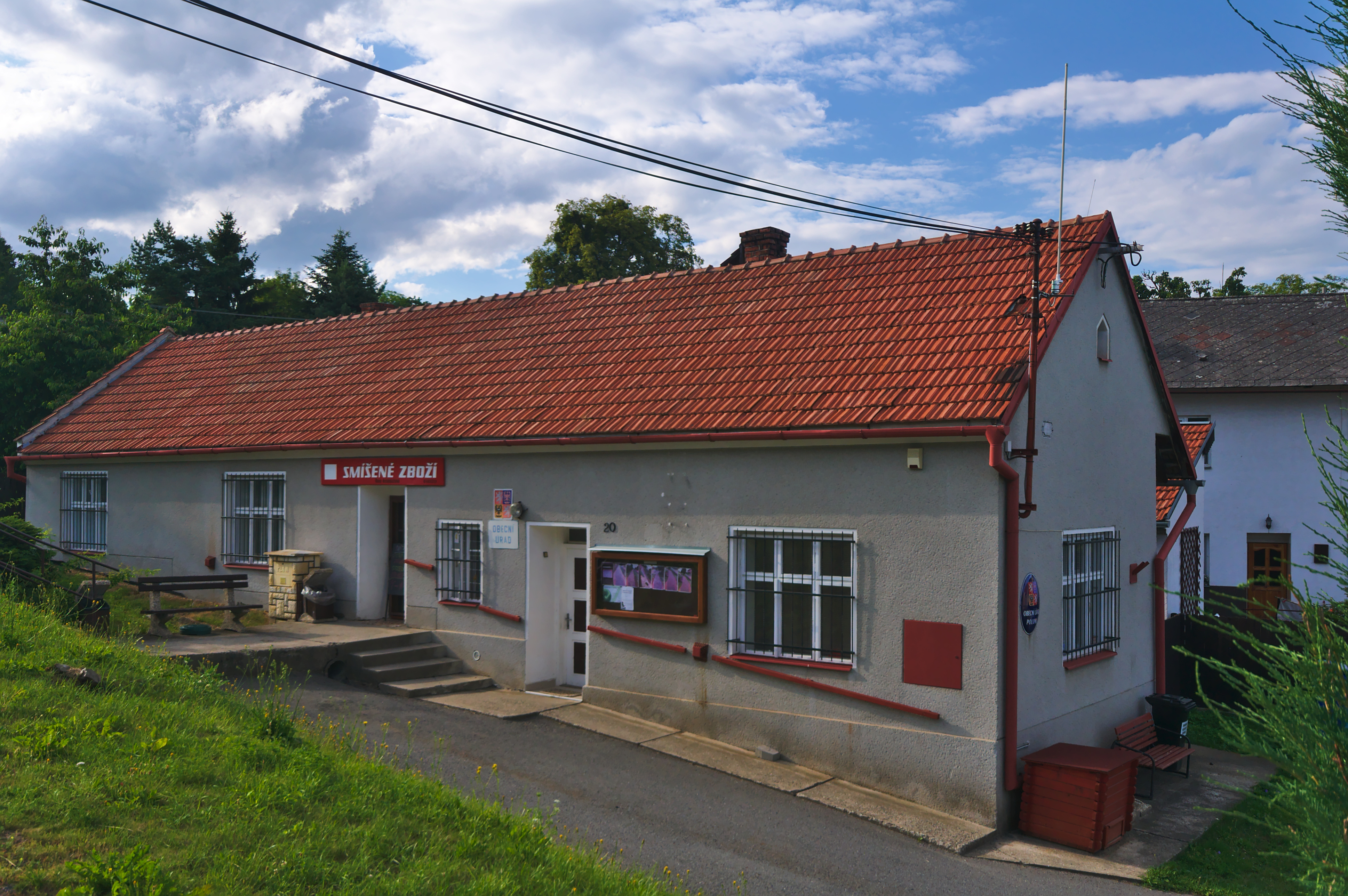
Obecní úřad
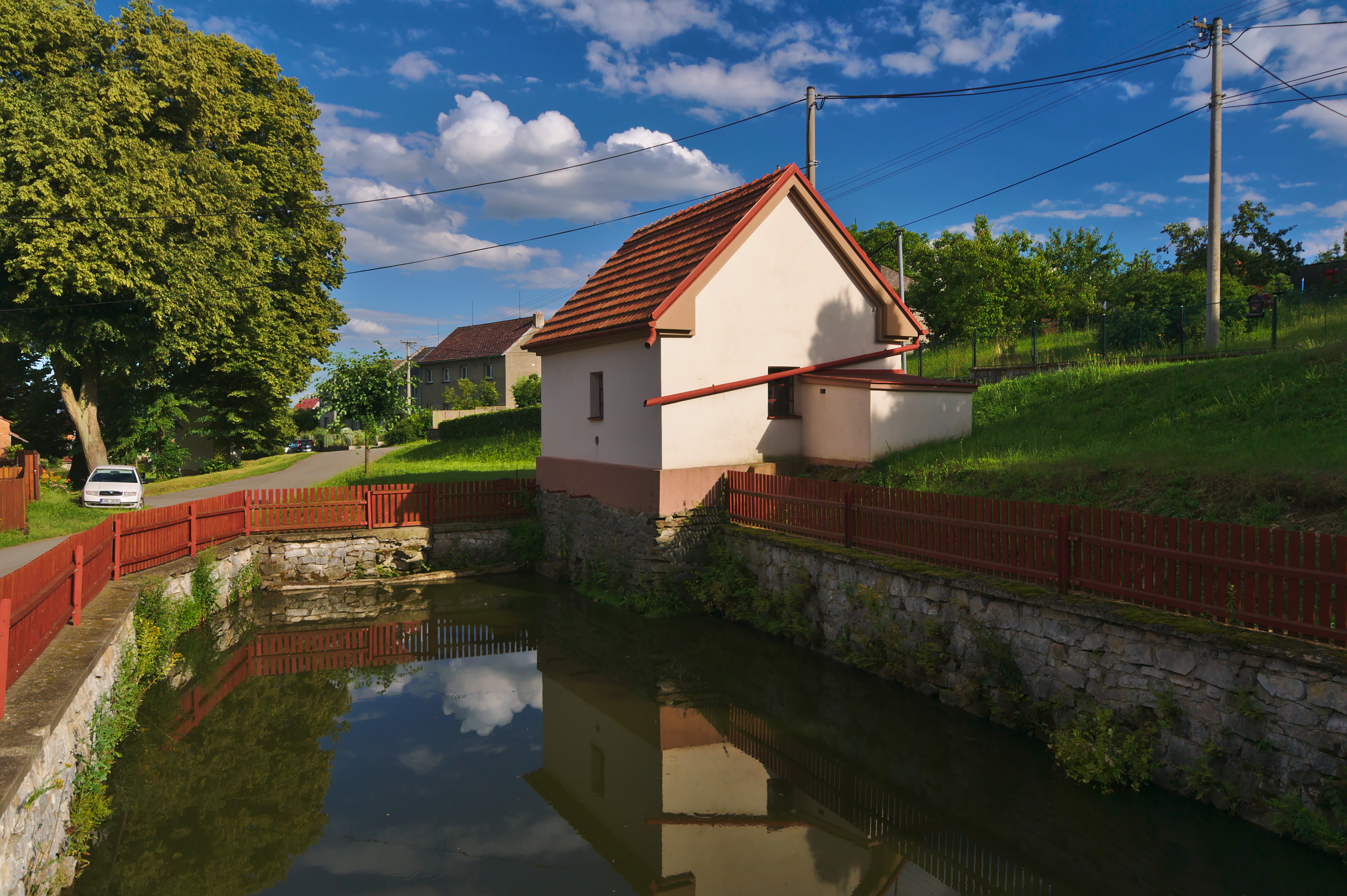
Požární nádrž